# Ketil Kjenseth

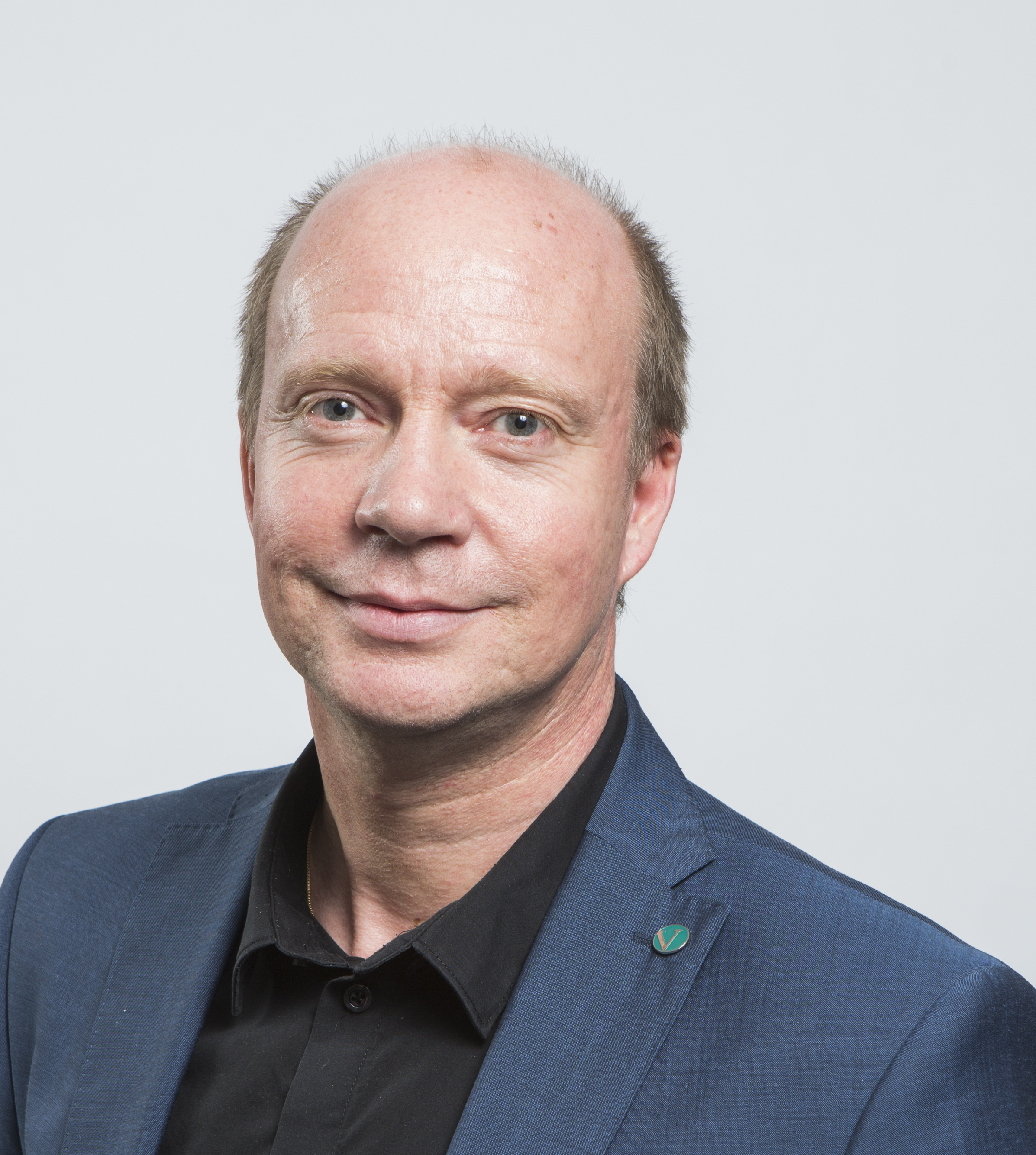
Ketil Kjenseth, 2015

Ketil Kjenseth (* 13. August 1968 in Lillehammer) ist ein norwegischer Politiker der sozialliberalen Venstre. Von 2013 bis 2021 war er Abgeordneter im Storting.

## Leben
Nach dem Abschluss der weiterführenden Schule studierte Kjenseth von 1989 bis 1992 an einer Lehrerhochschule. Anschließend arbeitete er bis 1998 als Lehrer. Daraufhin war er bis 2001 in der Parteizentrale der Venstre-Partei als Wirtschafts- und Verwaltungssekretär tätig. Zwischen 2002 und 2005 war er assistierender Generalsekretär der Partei und von 2006 bis 2009 fungierte er als politischer Berater der Venstre-Fraktion im Nationalparlament Storting. Kenseth arbeitete von 2010 bis 2013 als Projektleiter bei der Interessensorganisation Norsk Vann. In den Jahren 1999 bis 2013 saß Kjenseth im Kommunalparlament von Gjøvik.
Kjenseth zog bei der Parlamentswahl 2013 erstmals in das Storting ein. Dort vertrat er den Wahlkreis Oppland und wurde Mitglied des Gesundheits- und Fürsorgeausschuss. Nach der Wahl 2017 wechselte er in den Energie- und Umweltausschuss, im Februar 2018 übernahm er dessen Vorsitz. Im März 2020 wurde er zudem Teil des Fraktionsvorstands. Im Mai 2020 erklärte er, bei der Stortingswahl 2021 nicht erneut um einen Sitz im Parlament kandidieren zu wollen. Er schied in der Folge im Herbst 2021 aus dem Storting aus. Bei der Fylkestingswahl 2023 zog er in das Fylkesting von Innlandet ein.
Kjenseth war bis zu dessen Tod im Jahr 2018 mit Ragnar Skjøld, einem Aktivisten im Bereich der Organtransplantationen, verheiratet.

## Positionen
Am 26. Mai 2020 gab er an, in einer Stortingsabstimmung gegen die Linie seiner Partei und für die Legalisierung von Eizellspenden sowie das Recht alleinstehender Frauen auf künstliche Befruchtung gestimmt zu haben.